# José Carretero Buades
José Carretero Buades   (Maó, 27 de novembre de 1921 - Maó, 12 de maig de 1989) fou un futbolista menorquí de la dècada de 1940.
Jugava a la posició d'extrem dret. La temporada 1945-46 va ser jugador de l'EC Granollers, on arribà procedent de Maó.
L'any 1946 fitxà pel RCD Espanyol, arribant a disputar dos partits de lliga a primera divisió. Debutà a l'estadi de Chamartín el 24-02-1946 amb el partit Reial Madrid 0 - Espanyol 0. El segon i darrer partit fou al camp de l'Alcoià (1-1).
Posteriorment fou jugador de CF Igualada (1946-47) i Unió Esportiva Maó (1950-54).